# Le Savant et inventeur Joseph Bethenod
Le Savant et inventeur Joseph Bethenod est un livre de l'ingénieur de l'École centrale de Lyon Amédée Fayol consacré à la vie et aux travaux de l'ingénieur électrique Joseph Bethenod (1883-1944) qui fut élu membre libre de l'Académie des sciences le 7 décembre 1942.

## Contenu
Publié en juillet 1950 à Paris, l'ouvrage est préfacé par Georges Darrieus de l'Académie des sciences qui relate la grande amitié qui unissait Amédée Fayol et Joseph Bethenod, tous deux issus de l'École Centrale de Lyon.
Dans un liminaire, l'auteur évoque la famille du savant qui habitait Auteuil et c'est à la demande de Mme Bethenod mère qu'il écrira Auteuil au cours des âges en 1926 (son premier ouvrage), à qui il le dédiera par ailleurs. C'est aussi à la demande de leurs camarades de l'École Centrale de Lyon que Amédée Fayol écrira l'ouvrage sur leur ami commun Joseph Bethenod. Et c'est dans un avertissement que l'écrivain rend hommage à toutes les personnes qui ont apporté tant de témoignages pour lui permettre de l'écrire.
Puis sur 17 chapitres, l'auteur décrit les origines, l'enfance, la jeunesse et la vie de Joseph Bethenod jusqu'à ses derniers jours. Il y traite largement l'influence d'André Blondel, son maître, la collaboration avec Émile Girardeau, le disciple de Gustave Ferrié, l'influence de son ami et correspondant Oliver Heaviside, grand physicien anglais, ses inventions en TSF et ses autres inventions, sa philosophie de l'invention, son travail de biographe de savants et d'inventeurs, l'ingénieur littéraire, le conférencier, sa vie privée, l'ami, le grand enfant et l'académicien.
Une postface et deux annexes, dans lesquelles les titres, les fonctions, les distinctions, les récompenses, les ouvrages et publications diverses concernant Joseph Bethenod sont exposés, clôturent l'ouvrage d'Amédée Fayol.
Cette première édition de 1950 est ornée de 5 illustrations, dont deux portraits, un manuscrit, une photo de l'épée et de la médaille d'académicien de Joseph Bethenod et une lettre manuscrite de Oliver Heaviside, datée du 24 février 1918, dans laquelle « ce dernier parle de son premier contact avec le Traité de Maxwell. »Treatise on Electricity and Magnetism (en).

## Biographie d'Amédée Fayol
Amédée Fayol est né le 30 mai 1876 à Carmaux (Tarn) et fut marié à Jeanne Desaymard (1882-1941). 
Il est le neveu de l'ingénieur civil des mines français, Henri Fayol, développeur du fayolisme.
Amédée Fayol meurt le 20 novembre 1965 à Chatou (Yvelines) à l'âge de 89 ans.
Il a reçu, de l'Académie française, le Prix Marcelin Guérin en 1927 pour Auteuil au cours des âges et 
le Prix Nicolas Missarel en 1945 pour Philippe Lebon, inventeur du gaz d'éclairage consacré aux travaux de l'ingénieur Philippe Lebon.

## Souscripteurs
Diverses sociétés et firmes industrielles ayant connu Joseph Bethenod ont contribué à honorer ce livre par des souscriptions :
- La Société française Radio-Électrique
- Compagnie générale de T.S.F
- Société Radio-France
- Société Alsthom
- Société Paris-Rhône
- Compagnie Electro-Mécanique
- École Centrale Lyonnaise
- Société des Ingénieurs de l'Automobile
- Société L'Air Liquide
- Établissements Claude Paz & Silva
- S.N.C.F
- Établissements Facel-Métallon
- Société Française des Radio-Electriciens
- Cie pour la Construction des Compteurs
- Académie des Sciences